# 不想回家
不想回家是一部中国内地电视连续剧，又名越陷越深。本剧于2005年10月在南京市拍摄
，2008年年在安徽卫视、湖北卫视、江苏卫视等各大电视台热播
。

## 电视简介
- 《不想回家》是一部关注中年男性生存状态的情感大剧。本剧从监制王小帅、制作人李路到导演杨小雄，都是四十岁左右的中年男人，这是一部由男人制作，讲述男人在生活中问题的电视剧，尤其是对当下所谓的“中年危机”有较深刻的描述[5]。
- 《不想回家》采用电影的表现方式打造电视剧，策划与监制王小帅是国内著名的第六代导演，虽因时间问题，无法当纲本剧导演，但也是他第一部电视作品。全局采取的电视剧都有的写实风格，外加一些诙谐幽默的表现手段，着力表现人性的特性，使得本剧更具生活气息的厚重感[6]。

## 演员表
| 演員   | 角色   | 介紹                                                                   |
| 侯天来 | 何家福 | 一个老实的工厂会计，学历虽高，但一直不受重用，却因为买车事件而故事不断 |
| 陈小艺 | 秦贵云 | 典型的家庭妇女，希望丈夫上进                                           |
| 陈 刚  | 季 宇  | 为求赚钱不折手段，身陷囹圄后醒悟                                       |
| 刘 蕾  | 田 蕾  | 小资情怀的大龄女青年                                                   |
| 谢 园  | 李 俊  | 圆滑世故但古道热肠的小老板                                             |
| 韩 雪  | 白 云  | 受到感情困惑的富家女                                                   |
| 潘 婕  | 何家欢 |                                                                        |
| 雷恪生 | 龚鸣放 | 因贪婪而被人利用，毁掉自己的工厂科长                                   |

## 主创
- 出品人：周莉
- 策划与监制：王小帅
- 出品公司
- 江苏广播电视总台电视剧制作中心
- 天地纵横影视文化投资有限公司
- 江苏电视台

## 其他
在江苏卫视并不是首播，早在2006年，就在市级电视台播出过，但直到2008年才在内地各大上星电视台播出，所以归为2008年电视剧。